# Брзо прогресивни гломерулонефритис
Брзо прогресивни гломерулонефритис (БПГН) је акутни нефритски синдром који карактерише микроскопско формирање гломеруларног полумесеца (који се види код најмање 50% гломера или код 50% гломерула на биопсијама бубрега). у гломерулима и напредовањем промена до бубрежне инсуфицијенције у року од неколико недеља или месеци. У 50% случајева, БПГН је повезан са основном болешћу као што су Гоодпастуреов синдром, системски еритематозни лупус или грануломатоза са полиангиитисом, и друге идиопатске болести. Без обзира на основни узрок, БПГН укључује тешке повреде гломерула бубрега, при чему многи гломерули садрже карактеристичне гломеруларне полумесеце (ожиљке у облику полумесеца).
Клиничку слику карактерише брзи губитак функције бубрега  (обично 50% пад у стопи гломеруларне филтрације (ГФР) у року од 3 месеца.
Дијагноза се заснива на анамнези, анализи урина, серолошким тестовима и биопсији бубрега.
Ако се не лечи, брзо напредује у акутну бубрежну инсуфицијенцију  и смрт у року од неколико месеци. Лечење се заснива на примени глукокортикоида, понекад у комбинацији са циклофосфамидом или ритуксимабом и разменом плазме.

## Епидемиологија
Учесталост
Тачна учесталост болести повезаних са АНЦА није позната. Инциденција брзог прогресивног гломерулонефритиса је 7 пријављених случајева на 1 милион особа годишње. У Уједињеном Краљевству, учесталост се процењује на 2 случаја на 100.000 особа. У Шведској, учесталост се процењује на 1 случај на 100.000 особа.
Расне разлике
Oсобе беле расе оболевају чешће од црнаца. У највећој студији Сједињених Америчким Држава, однос је био 7:1. Међутим, вероватније је да ће црнци имати лошији исход. Разлози за то нису јасни.
Полне разлике
Однос мушкараца и жена у свим студијама је приближно 1:1. 
Старосне разлике
Распон старости је од 2 до 92 године. Међутим, болест је ретка у педијатријској популацији. Врхунац инциденције се јавља средином шесте деценије живота.

## Етиологија
Узрок болести повезане са АНЦА није познат. Може постојати генетска предиспозиција. Пацијенти са грануломатозом са полиангиитисом чешће имају абнормалне алфа1-антитрипсин фенотипове. Пацијенти који имају З фенотип имају већу вероватноћу да имају агресивну болест.
Више студија је показало да неутрофили активирани АНЦА нападају васкуларне ендотелне ћелије. Пошто 97% пацијената има продром сличан грипу, вирусна етиологија је могућа. Међутим, до данас не постоје докази који подржавају овај постулат.
Пријављени су ретки случајеви који се развијају након вакцинације против ковида19.
Упркос општој реткости овог стања, пријављени су скупови случајева, што указује на могући узрок из животне средине; на пример, Лингарај и сарадници описују „мини-епидемију“ од 11 нових случајева анти-ГБМ брзог прогресивног гломерулонефритиса доказаних биопсијом уочених у периоду од 3 месеца у једној установи у јужној Индији.

## Патофизиологија
Сматра се да антинеутрофилна цитоплазматска антитела (АНЦА) ступају у интеракцију са антигенима у цитоплазми неутрофила и изазивју рану дегранулацију, покрећући ослобађање литичких ензима на месту повреде  и доводе до формирања гломеруларних епителних полумесеца које се првенствено састоје од гломеруларних епителних полумесеца . а у неким случајевима и од подоцита. 

### Класификација
БПГН се може класификовати у три типа, на основу шема имунофлуоресценције. 
| Тип     | % учешћа | Карактеристике |
| ------- | -------- | --- |
| Тип I   | 3%       | Који се такође назива анти-ГБМ гломерулонефритис, карактерише присуство аутоантитела усмерених против колагена типа IV (конкретно, неколагенски регион његовог α3 ланца) у базалној мембрани гломерула (ГБМ). Неки случајеви су повезани са антителима усмереним на базалну мембрану плућних алвеола, стварајући Гудпастуреов синдром . Већина болести типа I, међутим, карактеришу само анти-ГБМ антитела, па се ови случајеви сматрају идиопатским.                                                                                  |
| Тип II  | 40%      | Карактерише га таложење имуних комплекса у гломеруларним ткивима. Било која болест имунолошког комплекса — укључујући системски еритематозни лупус, акутни пролиферативни гломерулонефритис, Хенох-Сцхонлеин пурпуру и ИгА нефропатију — која укључује гломерул може напредовати у БПГН ако је болест довољно тешка. |
| Тип III | 55%      | Познати као пауци-имуни БПГН не карактерише ни таложење имунолошког комплекса нити анти-ГБМ антитела. Уместо тога, гломерули су оштећени на недефинисан начин, можда кроз активацију неутрофила као одговор на АНЦА. БПГН типа III може бити изолован у гломерулу (примарни или идиопатски) или повезан са системском болешћу (секундарно). У већини случајева, системска болест је васкулитис повезан са АНЦА, као што је грануломатоза са полиангиитисом, микроскопски полиангиитис или еозинофилна грануломатоза са полиангиитисом. |

## Клиничка слика
Болест се обично манифестује као:
- слабост,
- умор,
- грозница,
- мучнина,
- повраћање,
- анорексија,
- артралгија,
- бол у трбуху.

Неки пацијенти имају симптоме сличне онима код постинфективног гломерулонефритиса, са акутном хематуријом. 
У просеку, 50% пацијената има едем и историју акутне болести сличне грипу у року од 4 недеље од почетка бубрежне инсуфицијенције, праћене тешком олигуријом. Нефротски синдром је присутан у 10-30% случајева. Артеријска хипертензија се развија ретко, посебно у тешким облицима. Пацијенти са болешћу анти-ГБМ антитела могу имати крварење у плућима, које може бити праћено хемоптизијом, ирадиографским налазом који може открити промене карактеристичне за дифузне инфилтрате органа грудног коша (плућно-бубрежни синдром или синдром дифузног алвеоларног крварења ).

## Дијагноза
На дијагнозу БПГН се може посумњати на основу акутне бубрежне инсуфицијенције код пацијената са хематуријом и абнормалним црвеним крвним зрнцима. Дијагностички тестови укључује ниво креатинина у серуму, анализу мокраће, комплетну крвну слику, серолошке тестове и биопсију бубрега. Коначна дијагноза се обично заснива на серолошким тестовима и биопсији бубрега.
| Тест                             | Опис теста |
| -------------------------------- | --- |
| Креатинин у серуму               | Скоро увек је повишен. |
| Анализа мокраће                  | Увек открива присуство хематурије, а обично су присутни и гипси црвених крвних зрнаца. Често се види телескопски седимент (тј. седимент са више елемената укључујући леукоците, измењене облике црвених крвних зрнаца, леукоцитне, црвена крвна зрнца, грануле, воштане одливке). |
| Комплетна крвна слика            | Обично открива анемију, а често и леукоцитозу. |
| Серолошки тестови                | Ови тестови обухватају: *анти-ГБМ антитела (болест са анти-ГБМ антителима) - антистрептолизин-О антитела, - анти-ДНК антитела или криоглобулини (РПГН имуни комплекс) - титар анти-неутрофилних цитоплазматских антитела (АНЦА). |
| Мерење концентрације комплемента | Примена серум Ц3 и Ц4 може бити корисно ако се сумња на БПГН имуног комплекса, пошто је хипокомплементемија честа. |
| Биопсија бубрега                 | Биопсија је неопходна. Карактеристика заједничка за све типове БПГ је централна пролиферација гломеруларних епителних ћелија, понекад са неутрофилном инфилтрацијом, која формира ћелијску масу у облику полумесеца која испуњава Боуманов простор у > 50% гломерула. Гломеруларни васкуларни сноп обично изгледа ретко ћелијски и срушен. Некроза унутар васкуларног снопа или полумесеца може бити најистакнутија манифестација. Код таквих пацијената треба испитати хистолошки доказ васкулитиса. |

## Терапија
Терапија се састоји од комбинације ритуксимаба,  кортикостероида и циклофосфамида, а друга опција је замена азатиоприна за циклофосфамид након деведесетодневног почетног периода.  
Када се постигне ремисија, и даље се користе имуносупресиви,  обично кортикостероиди са инфузијама азатиоприна или ритуксимаба. 

## Прогноза БПГН
Спонтана ремисија је ретка, са 80-90% нелечених пацијената који напредују до завршног стадијума бубрежне инсуфицијенције у року од 6 месеци. Прогноза се побољшава раним лечењем брзо прогресивног гломерулонефритиса.
Повољни прогностички фактори
Повољни прогностички фактори укључују БПГН узрокован следећим стањима:
- раним започињањем анти-ГБМ терапије , посебно ако је лечење започето пре појаве олигурије и када су нивои креатинина < 7 мг/дЛ (618,8 μмол/Л)
- постинфективним гломерулонефритисом
- системским еритематозним лупус,
- грануломатозом са полиангиитисом,
- микроскопским полиангиитисом

Нежељени прогностички фактори
Нежељени прогностички фактори укључују следеће:
- старост > 60 година,
- олигуричну бубрежну инсуфицијенцију,
- висок ниво креатинина у крви,
- присуство полумесеца у више од 75% гломерула
- слаб имуни БПГН

Приближно 30% пацијената са паимуним БПГН не реагује на терапију, око 40% њих захтева дијализу, а 33% умире у року од 4 године. С друге стране, мање од 20% оних који реагују на терапију захтевају дијализу, а приближно 3% умире.
Прогноза бубрега код пацијената са болешћу двоструких антитела је нешто боља него код пацијената само са анти-ГБМ антителима, али лошија него код пацијената са имуном болешћу.
Пацијенти који поврате нормалну бубрежну функцију имају резидуалне хистолошке промене претежно у гломерулима, углавном повећан број ћелија са  без или  мало склерозе унутар гломеруларног васкуларног снопа или епителних ћелија и минималне интерстицијалне фиброзе.
Смрт обично настаје услед инфективних или срчаних компликација, јер се дијализом спречава уремични узрок смрти.